# 게하르트 찰스 알더스

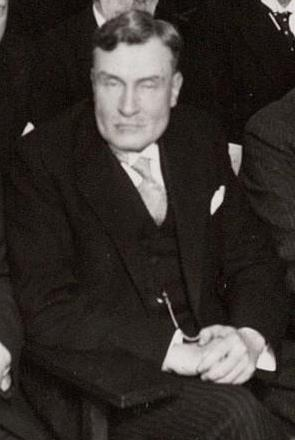
1931년 알더스 모습

게하르트 찰스 알더스 (Gerhard Charles Aalders, 1880년 3월 25일 - 1961년 1월 30일)는 화란의 구약학자이다. 영국 어머니와 화란 아버지 사이에서 런던에서 태어났다. 네덜란드 개혁교회의 목사였으며 1903년 1920년까지 암스테르담 자유 대학교에서 구약교수를 하였다.